# غوستاف ريختر
غوستاف ريختر (بالألمانية: Gustav Richter ) (و. 1911 – 1999 م) هو فيزيائي، وأستاذ جامعي من ألمانيا . ولد في يوكوهاما .
توفي عن عمر يناهز 88 عاماً.

## مناصب وهيئات
أدار جامعة لايبتزغ.

## جوائز
حصل على جوائز منها:
- الجائزة الوطنية لجمهورية ألمانيا الديمقراطية.